# Miah-Marie Langlois
Miah-Marie Langlois (21 de setembro de 1991) é uma basquetebolista profissional canadense.

## Carreira
Miah-Marie Langlois integrou a Seleção Canadense de Basquetebol Feminino, na Rio 2016, terminando na sétima colocação.